# Teloganopsis chinoi
Teloganopsis chinoi is een haft uit de familie Ephemerellidae. De wetenschappelijke naam van de soort is voor het eerst geldig gepubliceerd in 1980 door Gose.
De soort komt voor in het Palearctisch gebied.